# Тасеография
Тасеография или тасеомантия е метод на предвиждане или гадаене, което интерпретира модели в чаени листенца, кафе или винени утайки.
Името идва от френската дума за чаша - tasse, която на свой ред идва от арабската tassa и гърцката наставка -графия (писане) или -мантия (гадаене).
Гадаенето се опитва да придобие представа за естествения свят чрез интуитивно тълкуване на синхронни събития.
Методът за гадаене от кафена утайка в Европа започва през XVII век, когато холандски търговци въвеждат чая от Китай за обща търговия. Тя може да се свърже с по-ранната средновековна традиция на гадаене от формите на разтопен восък.